# Beto da Silva
Luiz Humberto da Silva Silva mais conhecido como Beto da Silva (Lima, 28 de dezembro de 1996) é um futebolista peruano-brasileiro que atua como atacante. Atualmente defende o ADT, do Peru, emprestado pelo Melgar.

## Clubes
Luiz Humberto da Silva Silva é filho de pai brasileiro e mãe peruana, o que explica o seu nome. Durante sua formação, chegou a treinar nas categorias de base do Grêmio, quando tinha cerca de 14 anos. Também treinou durante certo tempo no Internacional. Sua carreira profissional, no entanto, começou no Sporting Cristal, do Peru.

### Sporting Cristal
Sua estreia no clube peruano se deu no dia 19 de junho de 2013, quando ainda tinha 16 anos de idade. O palco da estreia foi um clássico contra o rival Alianza Lima. No entanto, apesar de começar como titular, se lesionou aos 30 minutos de jogo e precisou ser substituído. Durante toda sua passagem pelo clube peruano, que durou dois anos, Beto da Silva marcou 8 gols, e atuou em um total de 37 jogos. Lá, conquistou o primeiro título de sua carreira, o de campeão do Campeonato Peruano de Futebol, de 2014.

### Jong PSV
Em 3 de janeiro de 2016, concluiu sua transferência livre para o Jong PSV - clube de base do holandês PSV Eindhoven. Pelo clube, marcou 4 gols em 26 partidas.

### PSV Eindhoven
Foi promovido oficialmente para a equipe principal do PSV no dia 6 de janeiro de 2017, apesar de já ter atuado com a camisa do clube em julho de 2016, quando entrou no minuto 84' do confronto com o FC Porto.

### Grêmio
No dia 20 de janeiro de 2017, menos de um mês depois de ser promovido oficialmente para a equipe principal do PSV, Beto acertou sua primeira transferência para o futebol brasileiro em sua carreira, assinando com o Grêmio. O clube de Porto Alegre desembolsou uma quantia de 400 mil euros (cerca de R$ 1,3 milhões) para adquirir 70% dos direitos econômicos do atacante.

### Tigres UANL
Em setembro de 2018, fechou contrato com o Tigres, do México.

## Títulos
Sporting Cristal
- Campeonato Peruano de Futebol: 2014

Grêmio
- Copa Libertadores: 2017